# Fulvio Collovati
Fulvio Collovati (Teor, 9 mei 1957) is een voormalig profvoetballer uit Italië, die speelde als verdediger gedurende zijn carrière. Hij stond onder meer onder contract bij Inter Milaan en AC Milan. In 1982 won hij de wereldtitel met Italië. Collovati kwam tijdens dat toernooi in alle (zeven) duels in actie.

## Interlandcarrière
Tussen 1979 en 1986 kwam hij 50 keer uit voor Italië, en scoorde hij driemaal voor de nationale ploeg. Hij maakte zijn debuut op zaterdag 24 februari 1979 in de vriendschappelijke thuiswedstrijd tegen Nederland, die met 3-0 werd gewonnen door Italië dankzij treffers van Roberto Bettega, Paolo Rossi en Marco Tardelli. Collovati moest in dat duel na zeventig minuten plaatsmaken voor Aldo Maldera. Hij nam met Italië deel aan twee WK-eindronden (1982 en 1986) en aan het EK voetbal 1980.
| Interlanddoelpunten | Interlanddoelpunten | Interlanddoelpunten | Interlanddoelpunten | Interlanddoelpunten | Interlanddoelpunten | Interlanddoelpunten | Interlanddoelpunten |
| #                   | Datum               | Locatie             | Wedstrijd           | Goal(s)             | Score               | Uitslag             | Wedstrijd           |
| ------------------- | ------------------- | ------------------- | ------------------- | ------------------- | ------------------- | ------------------- | ------------------- |
| 1                   | 16/02/1980          | Napels              | Italië – Roemenië   | 56'                 | 1 – 1               | 2 – 1               | Oefenduel           |
| 2                   | 11/10/1980          | Luxemburg           | Luxemburg – Italië  | 33'                 | 0 – 1               | 0 – 2               | WK-kwalificatie     |
| 3                   | 05/12/1981          | Napels              | Italië – Luxemburg  | 6'                  | 1 – 0               | 1 – 0               | WK-kwalificatie     |

## Erelijst
AC Milan
- Serie A

1979
- Coppa Italia

1977
- Mitropa Cup

1982